# ویلیام الن (متخصص ژنتیک)
ویلیام اَلن (انگلیسی: William Allan؛ ۱۸۸۱ – ۱۹۴۳) یک پزشک و متخصص ژنتیک اهل ایالات متحده آمریکا بود.
او مطالعات پیشگامانه‌ای در زمینهٔ ژنتیک انسانی و بیماری‌های ارثی انجام داد و نخستین دورهٔ تدریس ژنتیک را در «دانشکدهٔ پزشکی بومن گِری» پایه‌گذاری کرد که اینک بخشی از «مرکز پزشکی بپتیست در دانشگاه وِیک فارست» است.
او همچنین سرپرستی نخستین برنامهٔ ملی پژوهشی ژنتیک را در ایالات متحده آمریکا به عهده داشت که بودجه آن توسط بنیاد کارنگی تأمین شده بود.
جایزه ویلیام الن نام خود را از او می‌گیرد که همه‌ساله توسط انجمن ژنتیک انسانی ایالات متحده آمریکا به دانشمندان برجستهٔ این حوزه اهدا می‌شود.